# Lars Bergström (konstnär)

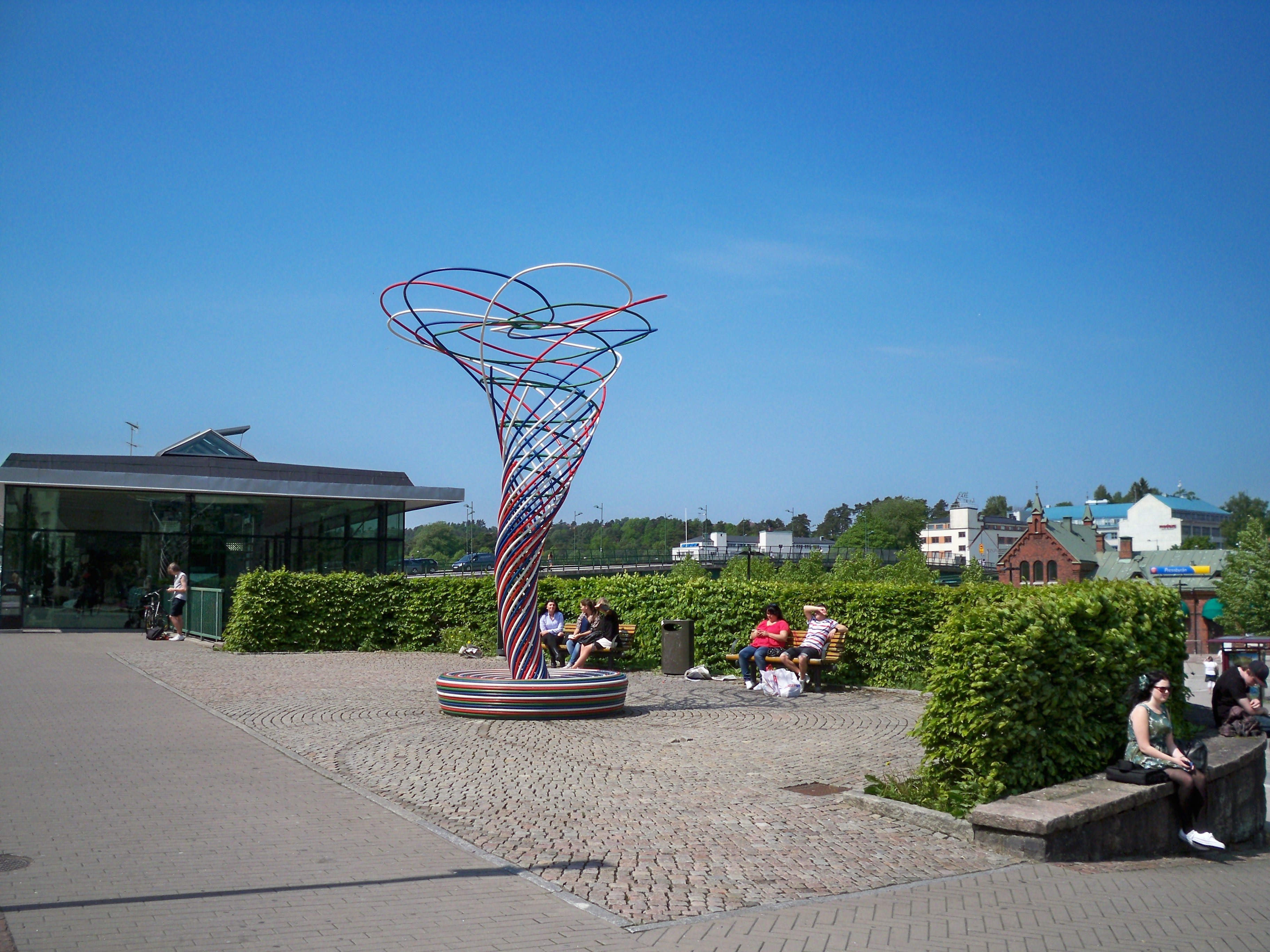
Tornado Touch Down i Borås av Bigert & Bergström

Lars Johan Bergström, född 26 juni 1962 Västerleds församling i Stockholm, är en svensk konstnär och filmare. Han har regisserat, producerat och/eller skrivit manus till flera dokumentärfilmer.
Lars Bergström utbildade sig på Kungliga Konsthögskolan i Stockholm 1985–1990. Han utgör tillsammans med Mats Bigert konstnärsduon Bigert & Bergström.